# Atlántida de las Arenas

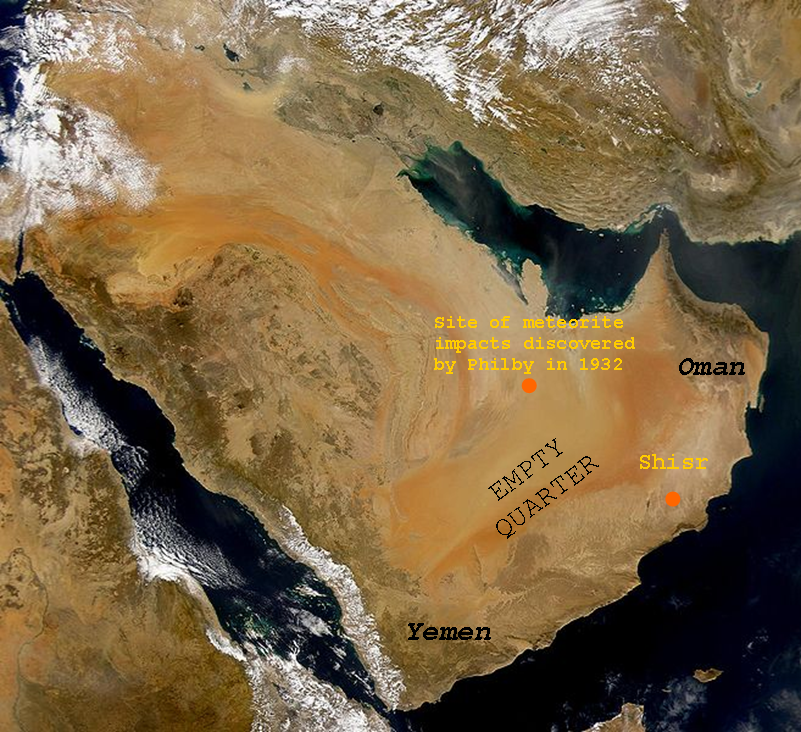
Fotografía satelital del Sur de Arabia mostrando hipotéticas localizaciones de ciudades perdidas.

La Atlántida de las Arenas es una legendaria ciudad perdida en el sur del desierto arábigo, que pudo haber sido destruida por un desastre natural o, según los religiosos, como castigo de Dios. Su búsqueda fue popularizada por el libro Atlántida de las Arenas - La Búsqueda de la Ciudad Perdida de Ubar de Ranulph Fiennes. Varios nombres han sido dados a esta ciudad, siendo Ubar, Wabar e Iram los más comunes.

## Introducción
Hasta hoy, el misterio de la ciudad pérdida ha generado una larga serie de libros, películas, artículos, páginas web y dos películas de Disney. A una escala menor, Arabia tiene su propia leyenda de una ciudad pérdida, la también llamada "Atlántida de las Arenas", cuyo origen ha sido debatido entre los historiadores, arqueólogos y exploradores, y la controversia continúa hoy en día.